# Henrik G. Lundegårdh
Henrik Gunnar Lundegårdh, född 23 oktober 1888 i Stockholm, död 19 november 1969 i Länna församling, var en svensk botaniker.
Lundegårdh blev student vid Stockholms högskola 1907, filosofie licentiat 1912 och filosofie doktor 1913. Han blev docent i botanik vid Stockholms högskola 1912, vid Lunds universitet från 1915 och var föreståndare för ekologiska stationen på Hallands Väderö från 1917.
1926 blev han föreståndare för botaniska avdelningen vid Centralanstalten för jordbruksförsök. Lundegårdh företog vetenskapliga resor och utvecklade en omfattande författarverksamhet inom skilda områden av botaniken såsom cytologi, fysiologi, experimentell morfologi, ekologi och kemi. Bland hans många avhandlingar, märks undersökningarna över protoplasma- och kärnstrukturer, karyotin, kärndelning i levande celler, rotens permeabilitet, plasmolysen och dess tillbakagång, betingelserna för rotbildningen, bladens och birötternas retningsrörelser, förhållandet mellan retningsintensistet och reaktion, trädens arkitektonik, kolsyregödningens betydelse, kvatitativ spektralanalys med mera, samt de mot allmänna biologiska problem riktade Klima und Boden (1925, 2:a upplagan 1930) och Reizphysiologische Probleme (1926).
Han var 1935-1955 professor i växtfysiologi vid Lantbrukshögskolan. Han blev 1927 ledamot av Lantbruksakademien och 1943 ledamot av Vetenskapsakademien och Ingenjörsvetenskapsakademien.
Han var far till geologen Per H. Lundegårdh.